# Carlo Cantoni
Carlo Cantoni, född 20 november 1840 och död 11 september 1906, var en italiensk filosof.
Cantoni var professor vid universitetet i Pavia och senator. Han var en av de främsta företrädarna av det nykantianska tänkesättet, till vars utbredning han verksamt bidrog med verket Corso elementare di filosofia. Cantoni förklarade och kritisderade den kantska läran i sitt verk E. Kant (3 band, 1884), där han framför allt intresserade sig för skillnaden mellan det logiska "a priori" och det psykologiska "a priori", mellan värdeproblemet och ursprungets problem.